# Jacek Zbierski
Jacek Zbierski es un deportista polaco que compitió en vela en la clase Europe. Ganó una medalla de plata en el Campeonato Mundial de Europe de 1998 y una medalla de bronce en el Campeonato Europeo de Europe de 1999.

## Palmarés internacional
| Campeonato Mundial | Campeonato Mundial           | Campeonato Mundial | Campeonato Mundial |
| Año                | Lugar                        | Medalla            | Clase              |
| ------------------ | ---------------------------- | ------------------ | ------------------ |
| 1998               | Travemünde (Alemania)        | Medalla de plata   | Europe             |
| Campeonato Europeo |                              |                    |                    |
| Año                | Lugar                        | Medalla            | Clase              |
| 1999               | Hayling Island (Reino Unido) | Medalla de bronce  | Europe             |